# فرودگاه ویلا کنستیتوسیون
فرودگاه ویلا کنستیتوسیون  (به انگلیسی: Villa Constitución Airport)  یک فرودگاه همگانی  با کد یاتا VIB است که یک باند فرود خاک دارد و طول باند آن ۱۰۵۳ متر است. این فرودگاه در  کشور مکزیک قرار دارد و در ارتفاع ۴۹ متری از سطح دریا واقع شده است.